# Sommet de l'ASEAN

Pays membres de l'ASEAN.

Le sommet de l'ASEAN est une réunion annuelle tenue entre les pays membres de l'Association des nations de l'Asie du Sud-Est. Il est notamment question de développement et d'échange culturel.
À l'occasion du 11e sommet qui s'est tenu les 12-14 décembre 2005 à Kuala Lumpur en Malaisie, les discussions se sont portées sur :
- la propagation de la grippe aviaire ;
- le conflit dans le sud de la Thaïlande ;
- la démocratie en Birmanie ;
- la montée des prix du pétrole et la pauvreté ;
- la charte de l'ASEAN.

## Liste des sommets
|         | Date                                      | Pays hôte   | Localisation             |
| ------- | ----------------------------------------- | ----------- | ------------------------ |
| 1er     | 23-24 février 1976                        | Indonésie   | Bali                     |
| 2e      | 4-5 août 1977                             | Malaisie    | Kuala Lumpur             |
| 3e      | 14-15 décembre 1987                       | Philippines | Manille                  |
| 4e      | 27-29 janvier 1992                        | Singapour   | Singapour                |
| 5e      | 14‒15 décembre 1995                       | Thaïlande   | Bangkok                  |
| 6e      | 15‒16 décembre 1998                       | Viêt Nam    | Hanoi                    |
| 7e      | 5-6 novembre 2001                         | Brunei      | Bandar Seri Begawan      |
| 8e      | 4-5 novembre 2002                         | Cambodge    | Phnom Penh               |
| 9e      | 7-8 octobre 2003                          | Indonésie   | Bali                     |
| 10e     | 29-30 novembre 2004                       | Laos        | Vientiane                |
| 11e     | 12‒14 décembre 2005                       | Malaisie    | Kuala Lumpur             |
| 12e     | 11‒14 janvier 2007                        | Philippines | Cebu                     |
| 13e     | 18‒22 novembre 2007                       | Singapour   | Singapour                |
| 14e     | 27 février-1er mars 2009 10–11 avril 2009 | Thaïlande   | Cha-am, Hua Hin Pattaya  |
| 15e     | 23 octobre 2009                           | Thaïlande   | Cha-am, Hua Hin          |
| 16e     | 8–9 avril 2010                            | Viêt Nam    | Hanoi                    |
| 17e     | 28-31 octobre 2010                        | Viêt Nam    | Hanoi                    |
| 18e     | 7–8 mai 2011                              | Indonésie   | Jakarta                  |
| 19e     | 17-19 novembre 2011                       | Indonésie   | Bali                     |
| 20e     | 3-4 avril 2012                            | Cambodge    | Phnom Penh               |
| 21e     | 18-20 novembre 2012                       | Cambodge    | Phnom Penh               |
| 22e     | 24-25 avril 2013                          | Brunei      | Bandar Seri Begawan      |
| 23e     | 9-10 octobre 2013                         | Brunei      | Bandar Seri Begawan      |
| 24e     | 10-11 mai 2014                            | Birmanie    | Naypyidaw                |
| 25e     | 10-12 novembre 2014                       | Birmanie    | Naypyidaw                |
| 26e     | 26-27 avril 2015                          | Malaisie    | Kuala Lumpur et Langkawi |
| 27e     | 18-22 novembre 2015                       | Malaisie    | Kuala Lumpur             |
| 28e     | 6-8 septembre 2016                        | Laos        | Vientiane                |
| 29e     | 28-29 avril 2017                          | Philippines | Pasay                    |
| 30e     | 13-14 novembre 2017                       | Philippines | Pasay                    |
| 31e     | 27-28 avril 2018                          | Singapour   | Singapour                |
| 33e     | 11-15 novembre 2018                       | Singapour   | Singapour                |
| 34e     | 20-23 juin 2019                           | Thaïlande   | Bangkok                  |
| 35e     | 31 octobre - 4 novembre 2019              | Thaïlande   | Bangkok                  |
| 36e     | 26 juin 2020                              | Viêt Nam    | Hanoï                    |
| 37e     | 11-15 novembre 2020                       | Viêt Nam    | Hanoï                    |
| 38e 39e | 26-28 octobre 2021                        | Brunei      | Bandar Seri Begawan      |
| 40e 41e | 10-13 novembre 2022                       | Cambodge    | Phnom Penh               |
| 42e     | 9-11 mai 2023                             | Indonésie   | Labuan Bajo              |
| 43e     | 5-7 septembre 2023                        | Indonésie   | Jakarta                  |
| 44e 45e | 6-11 octobre 2024                         | Laos        | Vientiane                |